# Novo Império (escola de samba de Portugal)
GRES Novo Império é uma escola de samba de Portugal, sediada em Figueira da Foz.

## Segmentos

### Intérprete
| Período | Nome        | Ref.  |
| ------- | ----------- | ----- |
|         |             |       |
| 2020    | Xando Lopes | [ 1 ] |

## Carnavais
| Ano  | Colocação    | Enredo                                                                                                  | Carnavalesco | Ref         |
| ---- | ------------ | --- | ------------ | ----------- |
| 2018 | Campeão      | |              | [ 2 ]       |
| 2019 | Vice-campeão | |              |             |
| 2020 | Campeão      | Beija- Flor...Do herói da floresta à Deusa da Passarela compositores:Júlio Assis e Marquinho Beija-Flor |              | [ 3 ] [ 1 ] |